# Heterostemma cucphuongense
Heterostemma cucphuongense — вид квіткових рослин родини барвінкових (Apocynaceae). Описаний у 2020 році.

## Поширення
Ендемік В'єтнаму. Відомий лише у національному парку Кук Фуонг в провінції Ніньбінь на півночі країни. Знайдений у первинному вічнозеленому лісі на ґрунтах, отриманих з деградованого вапняку.

## Опис
В'юнка рослина. Схожа на Heterostemma succosum. Квіти діаметром 14 мм, червоного кольору з блідо-жовтими плямами.